# 1972 (Al Bano)
1972 è un album del cantante italiano Al Bano (Albano Carrisi), pubblicato nel 1972 dall'etichetta discografica EMI Italiana.

## Descrizione
Il disco, arrangiato da Detto Mariano, è il primo a contenere un brano in dialetto pugliese, La zappa picca pane pappa, titolo che tradotto in italiano sarebbe La zappa offre poco da mangiare. Il testo della canzone, che Al Bano scrisse all'età di 15 anni, è di carattere sociale, una protesta contro le difficoltà del mondo contadino. L'album propone anche 13, storia d'oggi, già presentata al Festival di Sanremo 1971 e uno dei classici del repertorio dell'artista, proposto in ogni suo concerto.

## Tracce
1. Mezzanotte d'amore (Albano Carrisi, Vito Pallavicini)
2. Prima di dormire (Albano Carrisi, Romina Power)
3. Il prato dell'amore (Albano Carrisi, Vito Pallavicini)
4. Umiltà (Albano Carrisi, Detto Mariano, Vito Pallavicini)
5. La zappa picca pane pappa (Albano Carrisi, Romina Power)
6. Il somaro (Albano Carrisi, Romina Power)
7. E il sole dorme tra le braccia della notte (Albano Carrisi, Vito Pallavicini)
8. Evie (Jimmy Webb, Vito Pallavicini)
9. Mezzo cuore (Albano Carrisi, Vito Pallavicini)
10. Vogliamoci tanto bene (Renato Rascel)
11. Mamma Rosa (Stuart Mackay, Bruce Waddell, Steve Hammond, Vito Pallavicini, Caravati)
12. 13, storia d'oggi (Albano Carrisi, Vito Pallavicini)